# Kalkrand
Kalkrand este o localitate din regiunea Hardap din Namibia. Este situată între Rehoboth și Mariental pe drumul național B1. Satul are o benzinărie, școli, o stație de poliție și un dispenar. Localnicii trăiesc din agricultură și creșterea animalelor.